# Теорема Риса о полноте
Теорема Риса о полноте — утверждение функционального анализа о полноте пространства Лебега {\displaystyle L_{2}\left(a,b\right)}. Названа по имени венгерского математика Фридьеша Риса, установившего результат.

## Формулировка
Каждая последовательность {\displaystyle \left\{f_{n}(x)\right\}} функций с интегрируемым на {\displaystyle \left[a,b\right]} квадратом, сходящаяся в среднем в себе, сходится в среднем к некоторой функции, также принадлежащей пространству {\displaystyle L_{2}\left(a,b\right)}.

## Доказательство
Пусть задано произвольное {\displaystyle \epsilon >0}. Найдется номер {\displaystyle n_{\epsilon }}, такой что {\displaystyle \int _{a}^{b}\left\{f_{n+p}(x)-f_{n}(x)\right\}^{2}dx<\epsilon ^{2}} при {\displaystyle n\geqslant n_{\epsilon },p>0}. Возьмем {\displaystyle \epsilon ={\frac {1}{2}},{\frac {1}{2^{2}}},{\frac {1}{2^{3}}},...,{\frac {1}{2^{k}}},...} и для каждого  {\displaystyle \epsilon ={\frac {1}{2^{k}}}} подберем соответствующий номер {\displaystyle n_{k}}. Можно считать, что {\displaystyle n_{1}<n_{2}<....<n_{k}<...}. Таким образом, {\displaystyle \int _{a}^{b}\left\{f_{n+p}(x)-f_{n}(x)\right\}^{2}dx<{\frac {1}{2^{2k}}}}. Взяв, в частности {\displaystyle n=n_{k},n+p=n_{k+1}}, будем иметь {\displaystyle \int _{a}^{b}\left\{f_{n_{k+1}}(x)-f_{n_{k}}(x)\right\}^{2}dx<{\frac {1}{2^{2k}}}}. Неравенство Коши — Буняковского даст
{\displaystyle \int _{a}^{b}\left|f_{n_{k+1}}(x)-f_{n_{k}}(x)\right|dx=\int _{a}^{b}\left|f_{n_{k+1}}(x)-f_{n_{k}}(x)\right|*1dx\leqslant {\sqrt {\int _{a}^{b}dx}}{\sqrt {\int _{a}^{b}\left\{f_{n_{k+1}}(x)-f_{n_{k}}(x)\right\}^{2}dx}}<{\sqrt {b-a}}*{\frac {1}{2^{k}}}}. И поэтому положительный ряд {\displaystyle \int _{a}^{b}\left|f_{n_{1}}(x)\right|dx+\sum _{k=1}^{\infty }\left|f_{n_{k+1}}(x)-f_{n_{k}}(x)\right|^{2}dx} сходится, так как его члены не превышают членов сходящегося геометрического ряда. Покажем, что {\displaystyle f(x)\in L_{2}\left(a,b\right)}. Положим в неравенстве {\displaystyle \int _{a}^{b}\left\{f_{n+p}(x)-f_{n}(x)\right\}^{2}dx<{\frac {1}{2^{2k}}}} {\displaystyle n=n_{k}} а {\displaystyle n+p=n_{m}}, где {\displaystyle m>k}. Получим {\displaystyle \int _{a}^{b}\left\{f_{n_{m}}(x)-f_{n_{k}}(x)\right\}^{2}dx<{\frac {1}{2^{2k}}}}. Пусть {\displaystyle m\rightarrow \infty }.Тогда подынтегральные функции стремятся
почти всюду к {\displaystyle \left\{f(x)-f_{n_{k}}(x)\right\}^{2}} и в силу их неотрицательности можно применить лемму Фату. Будем иметь {\displaystyle \int _{a}^{b}\left\{f(x)-f_{n_{k}}(x)\right\}^{2}dx\leqslant \sup _{m>k}\int _{a}^{b}\left\{f_{n_{m}}(x)-f_{n_{k}}(x)\right\}^{2}dx<{\frac {1}{2^{2k}}}}, то есть {\displaystyle f(x)\in L_{2}\left(a,b\right)}. Теперь неравенство {\displaystyle \int _{a}^{b}\left\{f(x)-f_{n_{k}}(x)\right\}^{2}dx\leqslant \sup _{m>k}\int _{a}^{b}\left\{f_{n_{m}}(x)-f_{n_{k}}(x)\right\}^{2}dx<{\frac {1}{2^{2k}}}} показывает, что подпоследовательность {\displaystyle \left\{f_{n_{k}}(x)\right\}} сходится в среднем к  {\displaystyle f(x)}. Докажем, что и вся последовательность {\displaystyle \left\{f_{n}(x)\right\}} сходится к той же функции. Согласно неравенству треугольника имеем {\displaystyle \left\|f_{n}-f\right\|\leqslant \left\|f_{n}-f_{n_{k}}\right\|+\left\|f_{n_{k}}-f\right\|}. Для произвольного {\displaystyle \epsilon >0} возьмем сначала {\displaystyle k} так, чтобы
{\displaystyle {\frac {1}{2^{2k}}}<{\frac {\epsilon }{2}}}. Тогда в силу {\displaystyle \int _{a}^{b}\left\{f(x)-f_{n_{k}}(x)\right\}^{2}dx\leqslant \sup _{m>k}\int _{a}^{b}\left\{f_{n_{m}}(x)-f_{n_{k}}(x)\right\}^{2}dx<{\frac {1}{2^{2k}}}}
получаем {\displaystyle \left\|f_{n_{k}}-f\right\|<{\frac {\epsilon }{2}}}. Если, кроме того, выбрать {\displaystyle n_{k}} настолько большим, чтобы при {\displaystyle n\geqslant n_{k}} имело место неравенство {\displaystyle \left\|f_{n}-f_{n_{k}}\right\|<{\frac {\epsilon }{2}}}, что возможно в силу сходимости в среднем к себе последовательности
{\displaystyle \left\{f_{n}(x)\right\}}, то будем иметь {\displaystyle \left\|f_{n}-f\right\|<\epsilon }
при {\displaystyle n\geqslant n_{k}}, а это и означает требуемую сходимость.